# 布蘭肯希普冰川
77°59′S 161°46′E / 77.983°S 161.767°E
布蘭肯希普冰川是南極洲的冰川，位於維多利亞地的斯科特海岸，流經拉康特山，最終注入費拉爾冰川，現時由南極條約體系管理。